# Humor

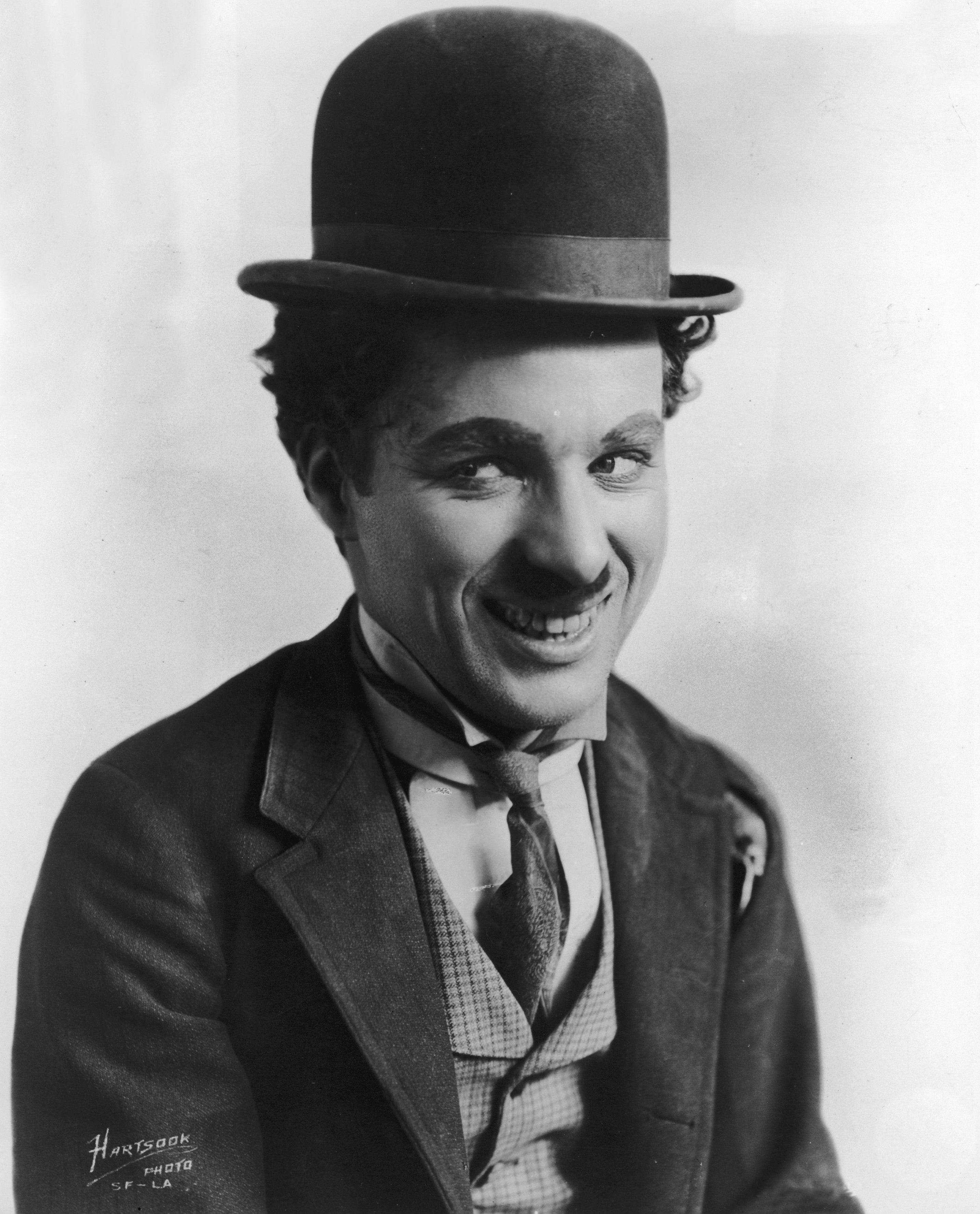
Charles Chaplin, con su personaje «Charlot», fue uno de los más famosos actores del cine mudo, tanto por sus cualidades emotivas como por sus cualidades cómicas.

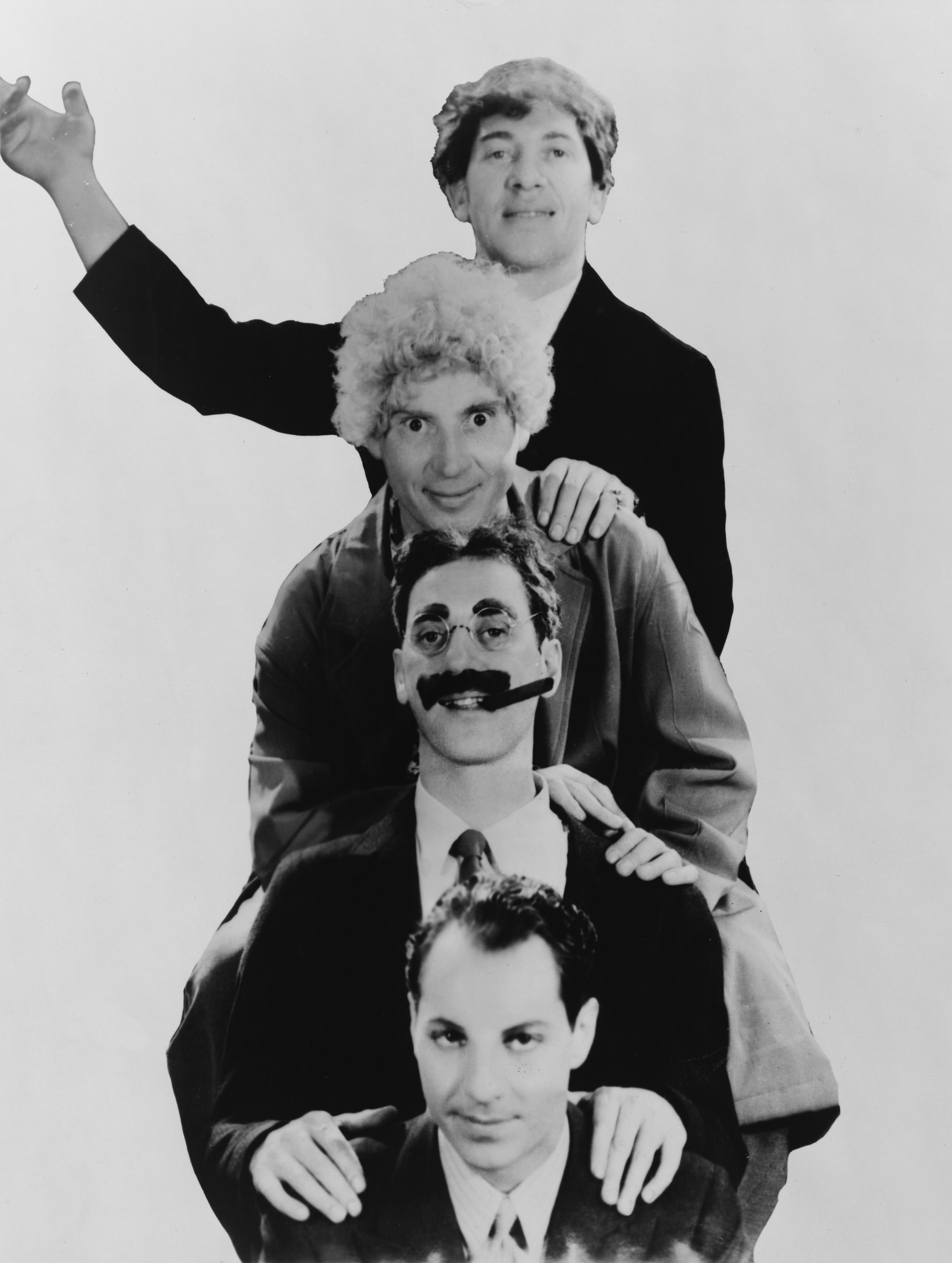
Los hermanos Marx en 1931. También fueron pioneros en el humor en el cine.

Humor o humorismo (del latín: humor, -ōris) es definido como el modo de presentar, enjuiciar o comentar la realidad resaltando el lado cómico, risueño o ridículo de las cosas.

## Definiciones
Lo gracioso o cómico (del griego κωμός: "alegre representación, festín, cántico") y el humor en sí mismo es una categoría de la estética que expresa la disconformidad (total o parcial), históricamente condicionada, de un fenómeno social dado, de la actividad y conducta de las personas, de su mentalidad y costumbres, respecto al curso objetivo de las cosas y al ideal estético de las fuerzas sociales progresivas.
Una variedad de lo cómico es, por ejemplo, el intento de lo feo, históricamente condenado como asocial e inhumano, de presentarse hipócritamente como bello, progresista y humano. "La comicidad puede manifestarse de distintas maneras: en la falta de correspondencia entre lo nuevo y lo viejo, entre el contenido y la forma, entre el fin y los medios, entre la acción y las circunstancias, entre la esencia real de una persona y la opinión que ella tenga de sí misma".
En esta línea Francisco Giner de los Ríos (1876) afirmó que el fundamento de la inmensa variedad de lo humorístico es el contraste, esto es, la conciencia de una contradicción, desajuste o desproporción que desbarata la realidad objetiva o conveniente de las cosas; pero aun así considera que es una definición insuficiente, por más que ya el comediógrafo francés Molière señalara en la Lettre sur la comédie de l'Imposteur, publicada anónima en 1667, que:

Para conocer lo cómico es preciso conocer lo racional, de lo cual lo cómico señala ausencia; y debemos ver en qué consiste lo racional... La incongruencia es el corazón de lo cómico... Y de esto se sigue que toda mentira, disfraz, engaño, disimulo, todo cuanto en el exterior se muestra diferente de la realidad, toda contradicción de hecho entre acciones que proceden de una misma fuente, todo esto es en esencia cómico.

Hobbes lo cree manifestación del orgullo, y Jean Paul Richter lo ve más frecuente en las almas sencillas. Joseph Klatzmann, en su obra L'Humour juif (El humor judío), lo define según su necesidad: «Reír para no llorar». Más pesimista, se puede citar igualmente a Nietzsche: «El hombre sufre tan terriblemente en el mundo que se ha visto obligado a inventar la risa», concepción que lo aproxima a la filosofía cínica y que establece que el humor es, en el fondo, un tipo de catarsis o contraveneno espiritual que hace más soportable la existencia, como el arte. En su forma más pura recupera la ingenuidad infantil en contacto con un mundo complejo y hostil: es el humor de los payasos o humor blanco. En su forma más elaborada, requiere gran inteligencia y permite sobrellevar la realidad y la existencia social, y la psicología lo cataloga como un procedimiento adaptativo para crear pareja y cohesión social. El gran actor Edmund Kean, cuando estaba moribundo, comentó: "Morirse es fácil. La comedia es difícil".
Y es específico en el hombre a causa sin duda de la  evolución natural porque ayuda a sobrevivir en un entorno social. Porque el humor es social y al fin y al cabo, la risa es una actividad comunal que promueve la creación de vínculos, difumina un posible conflicto y alivia el estrés y la ansiedad, pero se transforma en otra cosa cuando el individuo la ejerce en soledad.
El humorismo hace uso de la comicidad para derivar en una forma de entretenimiento y de comunicación humana, que tiene la intención de hacer que la gente se sienta mejor, incluso feliz, y ría. El humor alcanza, incluso, una forma de expresión en los animales; los etólogos señalan que el humor es ante todo un rictus que aparece en los labios de los primates y se muestra cuando estos se enfrentan a situaciones para ellos absurdas, irresolubles, inasumibles, dañosas o sencillamente incomprensibles: enseñar los dientes es una forma de desviar un impulso agresivo o de resumirlo mímicamente, un tipo de sublimación inteligente que sirve para evitar la violencia y el dolor. De ahí que enseñar los dientes o reír entre los humanos esté frecuentemente ligado a disociarse de acontecimientos que suscitan normalmente profunda inquietud y que muchas veces se asocie con la desgracia (humor negro). Incluso se habla a veces de la llamada risa nerviosa, como un acto fallido del inconsciente. Desde este punto de vista, el humor se constituye en un acto de purificación que permitiría evacuar esta violencia, nacida de la frustración y del sufrimiento. 
El humor desempeña, pues, una función catártica semejante a la de las lágrimas, pero diferente en cuanto a que el humor supone una separación de y no una identificación con el objeto que es soporte del mismo, un desaprecio y no una compasión. De ello deriva también la curiosa relación sadomasoquista entre el humorista y su público, que se expresa en risa; el humorista se presenta muy frecuentemente ante sus oyentes como resentido y humillado. Por ejemplo, Delia Chiaro observa que, por lo general, "uno suele reírse siempre más de las mujeres que de los hombres, de la suegra que del suegro, del homosexual que del heterosexual. Y es muy común encontrar chistes sobre negros o discapacitados. Al final uno siempre se ríe de la periferia".
El término humor se origina por la teoría de los cuatro humores del cuerpo de la medicina griega, cuyo equilibrio regulaba el estado de ánimo: la bilis, la flema, la sangre y la bilis negra o atra bilis. El carácter humorístico corresponde al humor sanguíneo, frente a la tristeza del carácter bilioso, la cólera del carácter atrabiliario y el pensamiento y estolidez del carácter flemático.

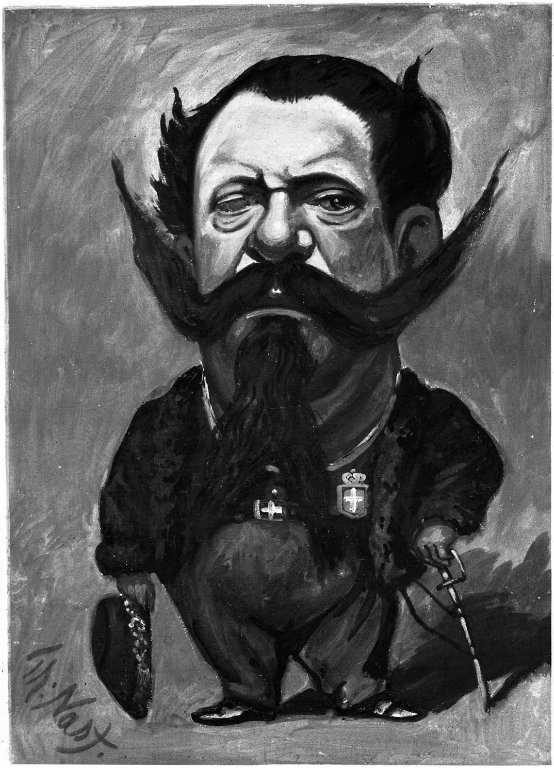
Caricatura del rey Victor Emmanuel II.

Existen diferentes tipos de humor adaptados a diferentes sensibilidades y grupos humanos. Por ejemplo los niños suelen reírse más de las caídas y tropiezos, mientras que no comprenden la sutileza de la sátira o de la ironía.
También existen variaciones culturales en el sentido del humor que hacen de lo divertido en un sitio algo sin gracia en otro. Se debe a que en el humor cuenta mucho el contexto, los a priori y las presuposiciones, ya que la sorpresa es siempre necesaria en el humor y depende de factores culturales. Por ejemplo, en Japón no existen los chistes, sino los meros juegos de palabras y la comicidad de situación, porque se carece del sentido de la irreverencia que caracteriza a la cultura occidental: es un humor más inocente, primitivo e infantil, que se funda en lo socialmente ridículo o humillante. Y son incapaces de reírse de ellos mismos. Umberto Eco sostiene que lo trágico y lo dramático son universales, pero lo cómico, no. "Entendemos el drama del protagonista de Rashomon, pero no entendemos cuándo y por qué se ríen los japoneses". De hecho, hay toda una legión de cómicos muy populares en su país pero no reconocidos fuera de él: Cantinflas es casi un desconocido fuera de Iberoamérica; Lenny Bruce, el escandaloso monologuista estadounidense, tuvo poco éxito en Europa; Torrente es un nombre que no dice nada en muchos países europeos; Ugo Fantozzi, un auténtico fenómeno en Italia, es un misterio para el resto del mundo y el humor de Totó, que protagonizó cientos de películas en Italia y trabajó con Pier Paolo Pasolini, es prácticamente intraducible. Inversamente, la comicidad no verbal y mímica de, por ejemplo, el cine mudo y Tricicle, es universalmente admirada.
Patrick Zabalbelascoa señala que "el principio de la incongruencia, en el humor, es universal. Uno siempre se ríe de lo imprevisto. La cuestión es romper el tabú: sexo, política o religión. Es algo común a todas las culturas; lo que no es común es el límite que se quiere (o se puede) transgredir. Pero el mecanismo suele ser siempre el mismo".
El humor negro se apoya en elementos tristes o desagradables que, para hacerlos más soportables, trasforma y degrada en irrisión (el humor judío y el británico, por ejemplo, son a menudo negros: una obra de Thomas de Quincey se titula Del asesinato considerado como una de las Bellas Artes y otra, A Modest Proposal (1729), "Una modesta proposición" de Jonathan Swift, trata ni más ni menos que de aprovechar a los niños pequeños como alimento. Reír en este caso es algo forzado y amargo: «El humor es la gentileza de la desesperación» (cita atribuida a Oscar Wilde). Sin embargo en el mundo moderno donde es general el uso de medios de comunicación de masas, las fronteras desaparecen y, por ejemplo, para Paul Reboux (À la manière de…), el humor consiste simplemente en tratar a la ligera las cosas graves, y gravemente las cosas ligeras. Él lo ejercita, al igual que Conrado Nalé Roxlo en su Antología apócrifa (1943), medante la parodia o imitación burlesca y el pastiche literarios. Esta especie de inversión o mundo al revés puede apreciarse también por ejemplo en algunos artificios clásicos de la comedia cinematográfica americana, como son el intercambio de roles o batalla de los sexos: la mujer se comporta de modo tan desenvuelto como un hombre y el hombre se comporta de forma tan circunspecta y apocada como una mujer (por ejemplo, en las comedias de Howard Hawks). Otro ejemplo típico de degradación de lo serio y enaltecimiento de lo vulgar es el cine de Woody Allen. Por otra parte, es preciso señalar que se ha intentado utilizar el humor como un instrumento educativo (a ello se debe el célebre adagio castigat ridendo mores, "corrige riendo las costumbres", que se utiliza como definición de la utilidad de la comedia clásica y neoclásica).

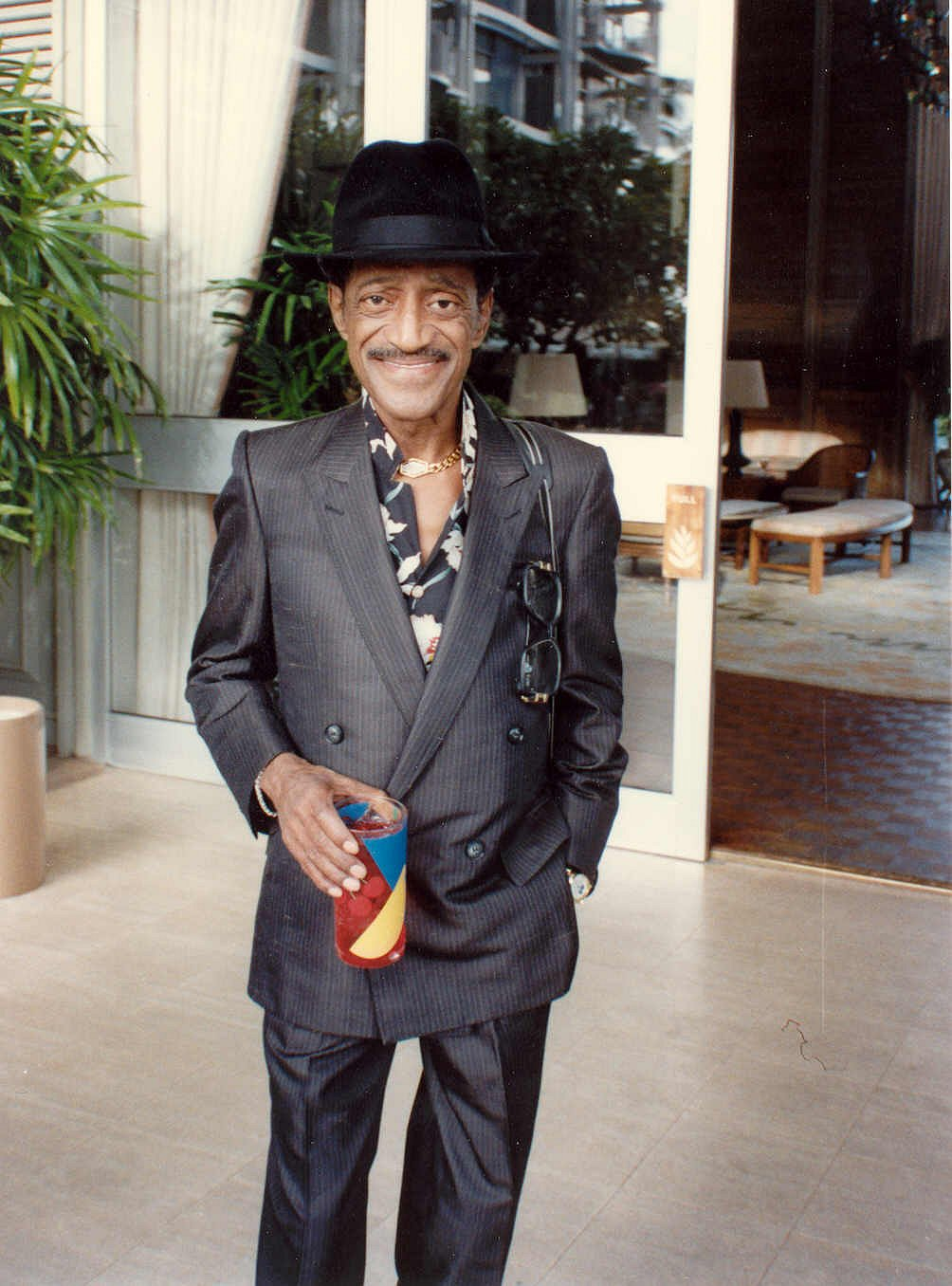
Sammy Davis Jr, famoso comediante estadounidense en vivo, en 1989.

Existen algunas técnicas específicas de humor verbal, tales como la ironía, el sarcasmo, la hipérbole, el anticlímax ("Dios ha muerto, Nietzsche ha muerto y yo no gozo de buena salud", Woody Allen), el enigma o definición incompleta o elíptica, la antítesis, el oxímoron, la atenuación o litotes, la alusión, el non sequitur, la silepsis, el juego de palabras, la sátira, la parodia o la paradoja. Y otras no verbales, referentes a una retórica paralela que juega con los gestos, posturas, caídas, resbalones, etc., que se suele denominar humorismo de situación. Se puede, por otra parte, establecer otra taxonomía:
- Comicidad verbal, que incluye los juegos de palabras
- Comicidad de costumbres
- Comicidad de situación
- Comicidad de carácter
- Comicidad de repetición

Son temas frecuentes el ridículo de otros, la ruptura de tabúes sexuales y escatológicos, los insultos, la violencia, la burla, la payasada, la parodia y las imitaciones satíricas.
Ha habido estudios más o menos serios respecto al humor por parte de Aristóteles, Demócrito e  Hipócrates en el mundo antiguo, que le asignan una función curativa, en lo que les sigue el gran humorista francés del Renacimiento François Rabelais; esta función ha sido recordada recientemente por el crítico Mijaíl Bajtín en sus estudios sobre el elemento carnavalesco de la cultura. En 1579 Laurens Joubert, profesor de la Facultad de Medicina de Montpellier, publicó su tratado Razones morales de la risa, según el excelente y famoso Demócrito, explicadas y testimoniadas por el divino Hipócrates en sus Epístolas. Junto a estas teorías médicas, venían defendiéndose las tesis acerca del hombre como  “el ser que ríe”, formuladas por Aristóteles en su libro Sobre el alma. Para Cicerón y Quintiliano posee una función retórica: capta la benevolencia del auditorio y atempera los ánimos, y este último señala que facilita la persuasión al crear una complicidad con el auditorio. Immanuel Kant, en su Crítica del juicio (1790) define la risa como “el efecto procedente de la transformación súbita de una espera muy tensa que no desemboca en nada”, definición que desarrolla Karl-Heinz Stierle, para quien lo cómico es una situación que está desplazada de su lugar habitual y origina, por tanto, un efecto de sorpresa. Hegel encuentra en el fundamento de lo cómico, al igual que en lo trágico, una situación de conflicto: “Es cómica (…) la subjetividad que introduce por sí misma contradicciones en sus acciones para resolverlas después, manteniéndose en calma y segura de sí misma”. Francisco Giner de los Ríos dedicó un ensayo al tema: "¿Qué es lo cómico?", incluido en el segundo volumen de sus Obras completas, y también trataron el tema Arthur Schopenhauer, Sigmund Freud y Henri Bergson. El humorismo (vocablo que se prefiere a "humor" en la lengua del XIX) vertebra toda la obra de Ramón Gómez de la Serna, quien le dedica un importante ensayo histórico, Gravedad e importancia del humorismo (1930), y termina por asumir la afirmación de Pawlowski de que “el humor es el sentido exacto de la relatividad de todas las cosas”. Antonio Espina, por otra parte, afirma que el humor de mejor calidad no es escapista, un efugio evasivo o burladero: no esquiva la realidad. Siguiendo la línea bajtiniana, Alfonso de Toro afirma que:

La risa es otro aspecto relacionado con el carnaval; está dirigida hacia y contra lo superior, como arma relativizadora, igualadora; se relaciona también con la parodia, con la constitución del doble, del Otro-Yo, y de la ruptura, del cambio deconstruccionista.

Ramón María del Valle Inclán ve en efecto en el humor un instrumento para ofrecer una visión deforme y trágica de la realidad, el esperpento. Algo parecido propone Pío Baroja en su largo ensayo La caverna del humorismo. En la actualidad, Michael Mulkay sostiene que el humor es una modalidad epistemológica superior: posee un potencial liberador en relación con las ideologías que intentan ofrecer una visión única del mundo.
Según el psicólogo Eduardo Jáuregui, especialista en esta materia, la crítica de las pretensiones infladas y la vanagloria es el tema universal del humor, y el resto depende de modas y apriorismos culturales. El personaje cómico universal fracasa a la hora de cumplir las exigencias más básicas de su papel. El chiste tiene más gracia en el país donde más existe tabú o silencio sobre lo que se pretende romper o atacar. Los chistes sobre el Papa son comunes en el Vaticano, en Italia y en Irlanda. También los chistes étnicos son más frecuentes que los políticos en EE. UU., donde los políticos son vigilados y criticados diariamente. Aparte de en la vida corriente, como procedimiento para evitar y curar las circunstancias traumatizantes de la vida, el humor se suele dar en los espectáculos y en la literatura (literatura de humor) con cierta frecuencia y forma una parte muy importante de corrientes literarias como el teatro del absurdo. Géneros literarios cómicos son la comedia, el entremés, el chiste y el epigrama. El género cómico teatral de la comedia provoca la catarsis o purificación del espectador inversamente al género trágico que lo hace por la compasión y las lágrimas: la comedia lo logra mediante la risa y el distanciamiento. Platón afirmaba que la tragedia era el género literario más parecido a la verdad, mientras que el género cómico era el menos parecido, y esa fue la postura que sostuvo Sócrates al final del diálogo conocido como el Banquete.

## Especies del humor
Los distintos modos de comunicación del humor pueden clasificarse en tres grandes grupos: humorístico, satírico e irónico.

### Humor humorístico
El humor humorístico tiene como fin desconcertar. Ramón Gómez de la Serna
reflexiona acerca de la naturaleza del humorismo en su artículo «Gravedad e importancia del humorismo» –que más tarde incluiría bajo el título de «Humorismo» en su libro Ismos–, «solo pretende desacomodar interiores y desmontar verdades»; un humorismo que relativiza las cosas, critica lo que cree ser definitivo...: «No se propone el humorismo corregir o enseñar, pues tiene ese dejo de amargura del que cree que todo es un poco inútil».
Si la comicidad precisa de la norma social como punto de referencia a que oponer el fenómeno risible, el humorismo, al identificarse emotivamente con quien se atreve a contravenir los valores o costumbres del grupo, supone una actitud abierta, innovadora e incluso subversiva. La libertad será la divisa del humorismo así entendido.

### Humor satírico
El humor satírico expresa indignación hacia alguien o algo, con propósito moralizador, lúdico o meramente burlesco: un «deber ser». Los abusos o las deficiencias se ponen de manifiesto por medio de la ridiculización, la farsa, la ironía y otros métodos ideados todos ellos para lograr una mejora de la sociedad. Aunque en principio la sátira está pensada para la diversión, su propósito principal no es el humor en sí mismo, sino un ataque a una realidad que desaprueba el autor, usando para este cometido el arma de la inteligencia. Se separa en su intolerancia del humor humorístico, que implica una actitud comprensiva y benévola hacia las limitaciones humanas.
Es muy común, casi definiendo su esencia, que la sátira esté fuertemente impregnada de ironía y sarcasmo; además la parodia, la burla, la exageración, las comparaciones, las yuxtaposiciones, la analogía y las dobleces son usadas de manera frecuente en el discurso y la gráfica satírica:
- La reducción de alguna cosa para hacerla parecer ridícula, o examinarla en detalle para hacer destacar sus defectos.
- La exageración o hipérbole: se toma una situación real y se exagera hasta tal punto que se convierte en ridícula. La caricatura utiliza esta técnica.
- La yuxtaposición que compara cosas disímiles: el ayer y el hoy, la juventud y la vejez..., de forma que una adquiere menor importancia.
- La parodia o imitación burlesca de las técnicas o estilo de una persona, de forma que se vea ridiculizada.

La irrealidad, el sinsentido, la ilógica y las deformaciones constituyen uno de los planteamientos principales de este humor satírico que crea monstruos, como bien evidencia Francisco de Goya en El sueño de la razón produce monstruos, ausencia de racionalidad que será además uno de los planteamientos del surrealismo.

### Humor irónico
En el humor irónico el sujeto es consciente del absurdo del mundo, pero no es moralizante porque tiene perdida la fe y carece de proyectos.
Cuando la ironía tiene una intención muy agresiva, se denomina sarcasmo. Es una incongruencia aguda entre nuestras expectativas de un suceso y lo que ocurre. La percepción del lector de una desconexión entre la expectativa común y la aplicación de la lógica con un suceso inesperado ambas vistas como un solo elemento. Se realiza una conexión entre la ironía y el humor cuando la sorpresa nos sumerge en la risa. No todas las ironías son graciosas. Por ejemplo, el ridículo es un aspecto importante del sarcasmo, pero no de la ironía en general. Así, el sarcasmo es un tipo de crítica hacia una persona o grupo de personas que incorpora ironía.
La ironía a menudo requiere un bagaje cultural que debe tenerse en cuenta, así como una forma de hablar de una determinada lengua. Desde el punto de vista de la retórica, es un procedimiento, una técnica, un simple recurso expresivo de carácter dialéctico que da a entender lo contrario de lo que se dice. En lugar de expresar lo que piensa, finge pensar lo que expresa. La palabra se contrapone al pensamiento, pero, lejos de ocultarlo, lo destaca y resalta con más fuerza. Viene a ser una especie de lenguaje en clave, pues exige el rechazo de su significado literal y que se vaya más allá del significado superficial, de modo que su desciframiento crea en el receptor la emoción del encuentro con un espíritu afín.
Freud corrobora cómo «al leer cualquier ironía que valga la pena tener en cuenta, leemos la vida misma, y al abordarla nos basamos en nuestras relaciones con los demás», es decir, más allá del procedimiento retórico conduce a una disposición desde lo cultural a lo personal. También Bergson ha afirmado que el humorismo es el reverso de la ironía. Humorismo e ironía se apoyan en la oposición entre lo real y lo ideal, entre lo que es y lo que debiera ser. Pero mientras que la ironía enuncia lo que debiera ser, fingiendo creer que así es en realidad, el humorismo se ciñe a lo real afectando creer que así debe ser. Jankélévitch, revela una relación intrínseca entre humor e ironía cuando dice «que el humorismo es la ironía que termina en seriedad».

## Tipos de humor

### Humor absurdo
El humor absurdo, también conocido como humor surrealista, es un tipo de humor que se vale de las situaciones disparatadas o incoherentes para generar la risa en el público, su comicidad se basa en la irracionalidad. Es un humor totalmente alejado de la realidad pero que a la vez nos sumerge en lo esencial de ella.
Este humor también es muy frecuente en series animadas como Looney Tunes, Ren y Stimpy, La Vida Moderna de Rocko, CatDog, Bob Esponja, Regular Show, Hora de aventuras, Bobobo, Los padrinos mágicos, Soy La Comadreja, Los Simpson, Tom y Jerry, Duckman, Chespirito,  Space Goofs, Malo Con Carne, Aqua Teen Hunger Force, Fantasma del Espacio de Costa a Costa, Prometheus and Bob, Calamareños, Animaniacs, vídeos YTP o YTPH, etc.
Cabe destacar al grupo humorístico británico Monty Python, que actuó entre 1969 y 1983, como pioneros de esta corriente humorística, siendo una influencia clara para numerosos humoristas de todo el mundo.
En España destaca el grupo de cómicos que participaron en La hora chanante y sus programas sucesores.

### Humor blanco

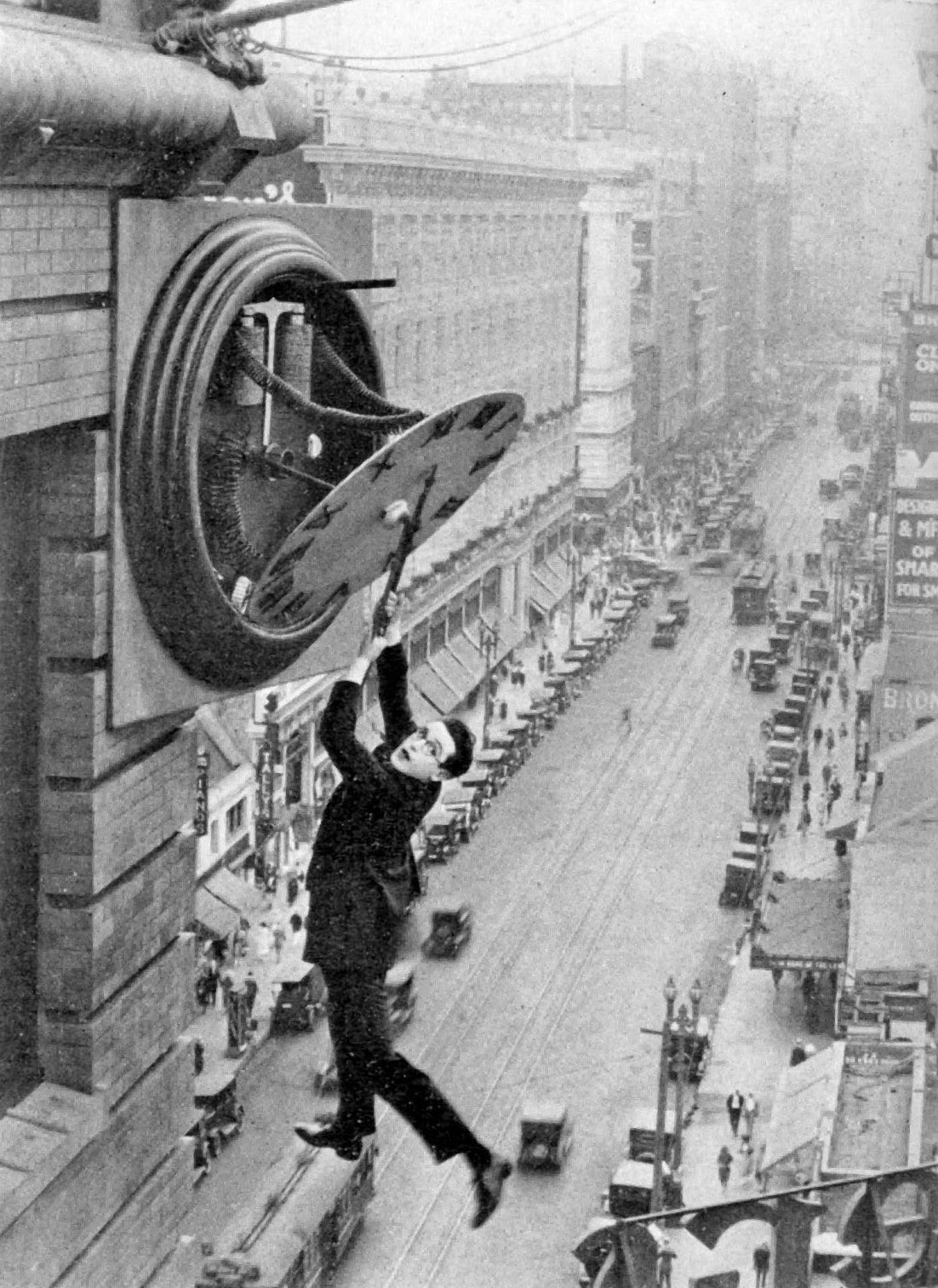
Fotografía promocional de Harold Lloyd en Safety Last! (1923).

El humor blanco es universal, en tanto que no utiliza apriorismos culturales. Es el propio de los clown o payasos, los mimos y la comedia del cine mudo. Es ingenuo e infantil y no contiene connotaciones ni denotaciones negativas como la burla, la ironía, el machismo, el cinismo, el sexismo, el racismo, la política, etc. Es también llamado humor familiar, puesto que puede disfrutarlo toda la familia y niños y adolescentes; es un humor muy físico y gestual, el slapstick: porrazos, trompazos, bofetadas, persecuciones, tartazos etcétera.
Se basa en los siguientes elementos:
- el factor sorpresa o el absurdo de las situaciones,
- la calidad (o gracia) del intérprete (continente), y
- la calidad de lo expuesto (contenido)

Un tipo de humor blanco es el chiste de salón, llamado así porque este tipo de humor puede desplegarse en una fiesta o reunión sin riesgo de ofender ni escandalizar a ningún concurrente, en particular a los menores de edad y minorías de cualquier tipo.

### Humor gráfico
Humor gráfico es un neologismo con el que se designa a una gama diversa de obras gráficas realizadas para la prensa, desde chistes de una sola viñeta y caricaturas hasta verdaderas historietas, tiras cómicas e incluso planchas enteras. Muchas abundan en la sátira de la actualidad política y social.

#### Historia
Hasta mediados del siglo XX, la viñeta de prensa se llamó caricatura, y el humorista gráfico, caricaturista. En las páginas de The New Yorker, que influyen en la mayoría de publicaciones en todo el mundo, nace el "nuevo estilo de hacer humor".
Los renovadores del género son los americanos Chas Addams, Peter Arno, George Price, Virgil Partch (VIP) y sobre todo Saul Steinberg. También los franceses Chaval, Bosc, André François y Siné.
En España confluyen varias tradiciones satíricas distintas. En el norte sobresalen los autores gallegos, con Castelao a la cabeza. En el centro hay una escuela de sátira costumbrista, con Tovar, Sileno, Fresno y K-Hito, a los que se añade el catalán Bagaria. En Valencia hay una tradición satírica propia, con nombres como Bluff, Tramús o Juan Pérez del Muro, además de Ernesto Guasp que desarrollará su carrera en la prensa catalana y mexicana. Finalmente en Cataluña hay una importante escuela satírica, con características propias, que se remonta a Pellicer y Apel.les Mestres, e incluye a Cornet, Junceda, Opisso, Nogués, Passarell o Bon.
En México, nombres como Salvador Pruneda, Audiffred o García Cabral, son los precursores de la generación de Freyre, Arias Bernal, Vadillo o Carreño, que anteceden a Rius, Quezada, Helioflores o Naranjo.
En Argentina podemos considerar precursores a Cao, Mayol, Sirio, o Zavattaro. Y en Cuba a Blanco, Valls, Massaguer, Maribona y Avela, que anteceden a René de la Nuez o David. En el año 2009, en la muestra "Bicentenario: 200 años de Humor Gráfico" que el Museo del Dibujo y la Ilustración realizó en el Museo Eduardo Sívori de Buenos Aires, se homenajeó a los más importantes creadores del humor gráfico en Argentina a través de su historia.

#### Humor gráfico español contemporáneo
La Guerra Civil en España acaba con la tradición humorística anterior. En la revista La Codorniz, de Tono, Mihura y Herreros, se darán a conocer humoristas como Mingote, Chumy Chúmez, Miguel Gila, Summers o Pablo. También destacan Carlos Conti, Joaquim Muntañola, Peñarroya y Castanys, y a partir de la transición, nombres nuevos como El Perich, Cesc y Ops.
Desde poco antes de la muerte de Franco se produce el "boom del humor gráfico". Hay un gran número de revistas y libros de humor. En 1977, más de cien profesionales de la historieta y el humor gráfico se integraron en la Asociación de Artistas Plásticos, buscando un mayor reconocimiento de sus derechos. Carecen entonces de "las mínimas condiciones de contratos, seguridad social, seguro de desempleo" y "la propiedad intelectual de sus obras no es reconocida con la eficacia que lo son otras obras de otros sectores".
En la actualidad los principales humoristas están en la revista El Jueves: Óscar, J.L. Martín, Kim, Fer, Vizcarra, Monteys, Manel Fontdevila, Malagón, etc.
Y en la prensa diaria: Gallego & Rey, Idígoras & Pachi, Guillermo (humorista), Ricardo (humorista) (El Mundo); Mingote, Martinmorales, Puebla (humorista) (Abc); El Roto, Peridis, Forges, Ramón (humorista)|Ramón, Máximo Sanjuán (dibujante español), Carlos Romeu Müller (El País); Juan Kalvellido (humorista) (La República, Diagonal, Rebelión, etc), Caín (humorista), Turcios (La Razón); Manel Fontdevila, Santi Orúe, Vergara (humorista), Mauro Entrialgo (Público); Ferreres (humorista), Tàssies, Juanjo Sáez (El Periódico); Ventura & Coromina, Toni, Krahn, Kap, Labanda (La Vanguardia); Zulet (El Correo); Soria (humorista), Mesamadero (Ideal), Eneko, Calpurnio (20 minutos); Rodera (humorista) (Adn), Xaquín Marín (La voz de Galicia), Sabela Arias Castro (Tierras de Santiago); Tris (La Rioja)...
En la prensa deportiva encontramos a Guillermo (humorista) (Marca), Caye (Sport), Kap (El Mundo Deportivo) y Bernal (Equipo).
El Internet son destacables Juan Ramón Mora, Runtime-Error, Mel y las plataformas digitales que le brindan los medios a sus respectivos dibujantes, por ejemplo a Mauro Entrialgo, Ferran Martín, Manel Fontdevila o Daniele.
En dos libros colectivos editados en 2007 se puede encontrar lo más representativo del humor español contemporáneo: Humor a Toda Vela, y Comunica con Humor.

#### En México
En Picardía mexicana, libro del escritor mexicano Armando Jiménez, aparece un capítulo con algunos ejemplos de humor gráfico mexicano, sobre todo el de doble sentido.

#### Cronología de revistas
- 1940, en Argentina, Medrano crea los "Grafodramas" para el diario La Nación.
- 1941, en España, Miguel Mihura, Tono (periodista) y Edgar Neville fundan La Codorniz con el subtítulo de "la revista más audaz, para el lector más inteligente". Ese mismo año, en Argentina, nace la revista de humor Cascabel.
- 1952, el estadounidense Harvey Kurtzman creó la revista satírica MAD.
- 1961, nace en Alemania la revista satírica Pardon.
- 1972, Oscar Blotta lanza en Argentina la revista Satiricón. En España, donde se vive un boom del humor gráfico, Chúmy Chúmez lanza Hermano Lobo a semejanza del semanario francés Charlie Hebdo y también aparece la revista Barrabás, especializada en deporte.
- 1973 sale El Papus, «revista satírica y neurasténica».
- En marzo de 1974, aparece Por Favor.
- 1977, cierran Barrabás, La Codorniz, Por Favor y nace El Jueves
- 1987, aparecen TMEO y Monográfico.

### Humorhacker
Según The Jargon Dictionary, el humor hacker es un tipo de humor que comparten los expertos en computadoras (en particular, los hackers), que incluye cosas como parodias elaboradas de documentos como especificaciones, estándares, descripciones de lenguajes, etc.
Los RFC documentan todos los protocolos estandarizados de Internet y son la fuente de referencias para implementar alguna aplicación o para conocer los detalles de algún protocolo, por tal razón el tratamiento y lenguaje de los documentos es sumamente formal, salvo por algunas excepciones: el 1 de abril (April Fool's day) anglosajón es algo parecido al Día de los Santos Inocentes hispanoamericano (28 de diciembre). En ese talante, los RFC publicados el 1 de abril suelen ser bromas ingeniosas para provocar la hilaridad de los entendidos.

### Humor negro
El humor negro es un tipo de humor que se ejerce a propósito de cosas que suscitarían, contempladas desde otra perspectiva, piedad, terror, lástima o emociones parecidas. Cuestiona situaciones sociales que generalmente son serias mediante la sátira. El asunto más recurrente en el humor negro es la muerte y todo lo que está relacionado con ella. Atañe los temas más oscuros y dolorosos para el ser humano y que, por norma general, suelen resultar controvertidos y polémicos para la sociedad porque están relacionados con la moral. Algunos ejemplos pueden ser: las grandes tragedias, las normas sociales, la sexualidad, los asesinatos, el suicidio, las enfermedades, la pobreza, la locura, el terrorismo, el racismo, la drogadicción, la violación, las discapacidades, la guerra, la religión, la política, etc, pero representados en forma cómica. Este tipo de humor puede ser infantil (en algunas películas o la mayoría en las caricaturas), juvenil y adulto.

#### En la vida real
El humor negro aplicado a uno mismo en una situación desesperada es como "Humor de patíbulo" (traducción del inglés Gallows humor).
Un ejemplo famoso es el de Pedro Muñoz Seca ante el pelotón de fusilamiento en la guerra civil española: «Podéis quitarme la hacienda, mis tierras, mi riqueza, incluso podéis quitarme a mi mujer, como vais a hacer, la vida, pero hay una cosa que no me podéis quitar… y es el miedo que tengo».

#### En la literatura
En las obras literarias a menudo está presente el humor negro. Aunque Jonathan Swift es recordado principalmente por su obra Los viajes de Gulliver, este autor irlandés fue también muy prolífico en el campo del periodismo y los ensayos, donde resalta su afilado sentido del humor que apunta sobre la sociedad de su época y sus arquetipos sociales. De hecho, se considera a Swift el precursor del humor negro e «inventor de la broma feroz y fúnebre». Este peculiar sentido del humor queda reflejado en A Modest Proposal (1729), traducido como Una modesta proposición, donde sugiere como solución a todos aquellos padres que no pueden mantener a sus hijos -debido a la mala situación económica del país- que los vendan a los ingleses ricos para que se los coman. Otros ejemplos se pueden encontrar en Reflexiones en torno a una escoba, Instrucciones a los sirvientes y Propósitos para cuando llegue a viejo. El ensayo Del asesinato considerado como una de las bellas artes de Thomas de Quincey es una de las obras maestras del humor negro. En ella Thomas Quincey concibe la muerte como un espectáculo digno de ser visto y gozado. Cuando el asesinato está cometido y no podemos hacer nada por las víctimas, debemos dejar de considerarlo moralmente y pasar a juzgarlo como obra artística según las leyes del buen gusto. Con esta idea analiza los crímenes más destacados hasta los más actuales para su época. El club de los parricidas de Ambrose Bierce es una recopilación de cuatro relatos breves en la que sus protagonistas, motivados por razones diversas y a través de diferentes procedimientos, acaban con la vida de sus progenitores. A pesar de la temática de las historias, el tono desenfadado e inocente que emplea en la narración suaviza el impacto y nos invita a esbozar una sonrisa. Bierce también es recordado por su obra El diccionario del diablo, en la que sigue haciendo gala de su humor negro aderezado con acidez y cinismo. Por ejemplo, en la definición de felicidad encontramos: «Dícese de la contemplación de las desgracias ajenas».
André Bretón, impulsor del movimiento surrealista, en su Antología del humor negro (1940) realizó una compilación personal de 45 textos literarios precedidos por una breve biografía de cada autor (Sade, Poe, Baudelaire, Lewis Carroll, Rimbaud, Kafka...) en los que está presente el humor negro aunque también el absurdo.
El dramaturgo y novelista irlandés Samuel Beckett, Premio Nobel de literatura, que en su juventud fue gran admirador de cómicos como Charlie Chaplin y los Hermanos Marx, es considerado especialista notorio en este tipo de humor, por obras como Esperando a Godot o Los días felices.
Los relatos para adultos que escribió el británico de origen noruego Roald Dahl están habitados por personajes excéntricos e historias hilarantes que tienen como denominador común el humor negro. Su antología Relatos de lo inesperado (1948-79) incluye 16 intrigantes historias que expresan con ironía la maldad y las miserias del ser humano —las apuestas, la venganza, los rencores, la avaricia y la perversidad en general. El libro de Oscar Balmayor Diez maestros del humor negro de 1977 (ed. Bruguera) recoge textos de Alphonse Allais, Antón Chéjov, O. Henry, Mark Twain, Alfred Jarry, Villiers de L'Isle-Adam y Saki, además de los ya citados Jonathan Swift, Thomas De Quincey y Ambrose Bierce.

#### En el cine y la televisión
El humor negro está presente en muchas de las creaciones de la cultura popular. Algunas películas inglesas de mediados del siglo XX podrían indicarse como buenos ejemplos de un humor negro inteligente y divertido. Por ejemplo, El quinteto de la muerte (The Ladykillers) de 1955, dirigida por Alexander Mackendrick, con Alec Guinness y Peter Sellers u Ocho sentencias de muerte (Hearts and Coronets), de 1949, dirigida por Robert Hamer. En 1964 se estrenó la película Dr. Strangelove, dirigida por Stanley Kubrick y protagonizada por Peter Sellers y George C. Scott, que sentó los precedentes de este "género". En los últimos años cabe destacar el perverso humor negro del director Álex de la Iglesia, que constituye la esencia de sus películas. También los hermanos Coen manejan el humor negro y la sátira con destreza en sus comedias. Otros ejemplos de humor negro son The Addams Family de Charles Addams y Beetlejuice de Tim Burton. La película de gánster  Goodfellas a menudo llevó el humor negro a un tono extremo.
En algunas series de televisión también se puede encontrar el humor negro. Un ejemplo que lo demuestra es de este género es la serie de animación South Park, creada por Trey Parker y Matt Stone, en la que se satiriza con frecuencia a la sociedad, actualidad y cultura estadounidense. Otra serie animada que también incluye un alto contenido de humor negro es Happy Tree Friends, en la cual aparecen varios personajes con apariencia tierna, pero siempre terminan muriendo de forma trágica y sangrienta, pero al mismo tiempo, cómica. La serie La casa de los dibujos también es muy popular por este tipo de humor, al igual que Family Guy (Padre de familia), American Dad (Padre made in USA) The Cleveland Show (El Show de Cleveland) Futurama, Los Simpsons y Bob's Burgers
A pesar de lo anterior, varias series de televisión que son mayoritariamente dirigidas hacia el público infantil tienden a tener este tipo de detalles, solo 
que de manera indirecta y de forma poco violenta; tales como Ren y Stimpy, Invader Zim, Courage the Cowardly Dog, The Grim Adventures of Billy & Mandy, Mad, Regular Show y Bob Esponja entre otros muchos ejemplos. Otro ejemplo de humor negro son en los videojuegos, cuyo máximos exponentes son Grand Theft Auto y Saints Row.[cita requerida]

#### En el cómic
En el cómic argentino tenemos varios ejemplos. Cazador de Aventuras, creado por Jorge Lucas, está basado en el humor negro. Causando risa a través de la muerte y falta de consideración y respeto hacia las otras personas por parte del personaje principal, el Cazador. Boogie, el aceitoso, historieta de Roberto Fontanarrosa desplegó desde el primer episodio todos los elementos de este estilo de humor, donde un mercenario estadounidense, excombatiente de Vietnam, hace gala de un machismo exacerbado y un racismo extremo, combinado con una actitud fatalista y cínica ante la muerte y el sufrimiento ajenos. Durante la década de 1970 la revista Satiricón de Oskar Blotta publicó irregularmente su suplemento de humor negro, con textos, viñetas e historietas creadas por los colaboradores regulares de la revista.
Otra historieta con un frecuente uso de este tipo de humor es el cómic chileno Condorito de René Ríos Boettiger "Pepo", aunque sigue siendo dedicado a todos los públicos (incluyendo niños), varias veces usa temas como el asesinato o los engaños matrimoniales.
En el cómic The Gashlycrumb Tinies del escritor y dibujante Edward Gorey, traducido en España como Los pequeñines macabros, es el mejor ejemplo del particular sentido del humor de su autor. Se trata de un abecedario en el que cada letra corresponde a un niño diferente que sufre una muerte a cual más pintoresca. Esta obra se incluye dentro de una recopilación compuesta por otras historias cortas de tono similar denominada La pareja abominable.
El dibujante François Boucq en su álbum Los pioneros de la aventura humana recopila varias historias cortas regadas con un humor ácido y muy personal, en las que lo fantástico convive alegremente con las situaciones más banales. En este tono también creó los cómics La mujer del mago y Www.la-mort.fr, cuya portada ganó el Grand Prix de l'Humour Noir (Gran Premio del Humor Negro) en 2007, un premio que cada año se concede a una obra literaria, a un miembro del mundo del espectáculo y a un dibujante desde su creación en 1954. Otra forma de humor negro sangriento es el cómic La Máscara.
Otra notable aparición del humor negro se da en las tiras de webcómic de Cyanide and Happiness, presentando situaciones generalmente ajenas a la vida cotidiana.

### Humor verde
El humor verde es el humor sexual tanto explícito como implícito. Su contenido es de clara naturaleza vulgar, con una subida de tono y un mal gusto en ocasiones que es inevitable reírse mientras se siente vergüenza.

### Humor hipermilónguico
Tipo de humor situado en la zona más extrema del humor absurdo. El término fue acuñado por primera vez por el escritor de humor hipermilónguico Pepe Ribault. Según su propia definición, «el humor hipermilónguico es ese tipo de humor construido a base de milongas... de miles y miles de milongas».

## Discurso humorístico

### Humorismo
Theodor Lipps, en su ensayo sobre lo cómico y el humorismo –Komik und Humor–, afirma que «el humorismo es el sentimiento de lo sublime en lo cómico y por lo cómico». Y Evaristo Acevedo, define el humorismo como «lo cómico dignificado por la defensa de una actitud suprasocial». El humorista, partiendo de su realidad social y los problemas que en ésta se generan, intenta llevarlos más allá en un deseo de perfección que evite el anquilosamiento social. Va más lejos de los simples intereses que cada sociedad estima intangibles en épocas dadas y concretas al señalar los peligros que esos intereses suponen para el individuo cuando están deformados por el fanatismo y la ambición. Cuando las estructuras sociales no se encuentran en equilibrio con las libertades individuales, el hombre, mediante el humor, le marca límites a la sociedad. El humor surge del pueblo con carácter de crítica, con ansias de reforma y de denuncia de injusticias, es por ello, corrosivo con la sociedad.
En diversos intentos por definir el humor, teorizarlo y racionalizarlo se llega a defender el «humor puro», el concepto «cómico» constituye el eterno campo de batalla de cuantos quieren intelectualizar el humor, que siempre intentan establecer la mayor distancia entre «lo cómico» y «lo humorístico». En la teoría hacia un «humor puro» se despojan de la ironía y de la sátira, académicos como Wenceslao Fernández Flórez, Pío Baroja o Julio Casares que coinciden en entender el humor como comprensivo y no como crítico.
«En la burla hay varios matices, como en el arco iris. Hay el sarcasmo, de color más sombrío, cuya risa es amarga y sale entre los dientes apretados; cólera tan fuerte, que aún trae sabor a tal después del quimismo con que la transformó el pensamiento. Hay la ironía que tiene un ojo en serio y el otro en guiños, mientras espolea el enjambre de sus avispas de oro. Y hay en el humor el tono más suave del iris», en palabras de Fernández Flórez.
«El satírico tiende a la corrección y al látigo; el humorista a la interpretación y al bálsamo», según Baroja.
«Si al llegar hasta aquí no hemos fracasado en nuestro propósito de ir precisando el concepto del humorismo, nos será fácil distinguirlo de la ironía con la que tan a menudo se le confunde», opina Casares.
La risa. Figura antropomorfa tairona 900 d. C. - 1600 d. C.
Sin embargo, Acevedo defiende cómo, en la práctica, y analizando las obras de los principales humoristas europeos, el humor nunca es puro sino que viene acompañado por la sátira, la ironía o ambas; el humor ejerce la crítica y es mordaz, no solo es comprensivo, de acuerdo a la teoría particular de cada humorista sobre lo tierno y lo comprensivo. Lo define como «lo cómico combativo», es decir, lo cómico a través de la sátira y la ironía para dar una finalidad filosófica y trascendente a la risa: «ríe pero escucha».
En definitiva, humor en su sentido más amplio y vulgarmente admitido, se refiere a todo aquello que hace reír. Es decir, con la palabra «humor» no solo se alude a la «tendencia o disposición del ánimo o del sentimiento a lo risible o jocoso» que «se presenta como opuesta a la tendencia seria o trágica», sino que por extensión, se aplica a todas las formas de lo risible, desde lo cómico propiamente a lo humorístico, e incluso se identifica con la risa misma.

### La comicidad
Desde la Antigüedad, el humor ha aparecido estrechamente vinculado a lo cómico, entendido este como consecuencia del espectáculo de lo ridículo, deforme, erróneo o incongruente que, si no provoca dolor o compasión, suscita en el espectador un sentimiento de superioridad que se manifiesta en la risa. Algunos autores afirman que el objeto necesario provocador de la risa es el efecto de sorpresa –el proceso de desconcierto-esclarecimiento– y no la expectación. Otros consideran risible todo lo que se opone a la norma o destruye lo previsto. Aunque la sorpresa no es esencial en lo cómico, es inherente en muchos casos.
Gustave Doré,  «El ingenioso Hidalgo Don Quijote de la Mancha», 1863.
En este sentido, Henri Bergson en su obra clásica Le rire asegura que el mayor enemigo de la risa es la emoción, si bien considera lo cómico como la percepción de la rigidez, anquilosamiento o la mecanización de la vida. Lo cómico, expresa por tanto, según Bergson, cierta imperfección individual o colectiva que exige una corrección inmediata y esta corrección es la risa, que encierra, además, un deseo de humillar al sujeto cómico con la intención de modificar su conducta. Algunos filósofos han caracterizado lo cómico –entre ellos Schopenhauer o Hegel–como la percepción de un contraste, un contrasentido o incongruencia. Los actos que se escapan a las leyes, hábitos y convenciones y se oponen o destruyen lo previsto, serían actos cómicos. Incluso en algunos casos han considerado la novedad como un rasgo esencial de lo risible. En la famosa obra de Miguel de Cervantes, por ejemplo, utiliza la locura de Don Quijote como una justificación para presentar una serie de situaciones incongruentes que resultan cómicas y que además incluyen la sorpresa por lo inesperado de dichas situaciones a lo largo de toda la obra.
Esta concepción de lo cómico como subversión o, cuanto menos, como divergencia con respecto al sistema de valores vigentes en un determinado grupo social, explica que la comicidad varíe de país a país y se transforme con el tiempo, ya que, al igual que las costumbres y las normas, está sujeta a condicionamientos culturales y de las modas. El contexto que propicia la percepción de lo risible aparece estrechamente vinculado al juego, entendido no solo como actividad contraria al trabajo práctico, sino como actitud opuesta a la seriedad. Este aspecto lúdico de lo risible ha permitido relacionar el placer cómico con el goce estético, pues –excepto para quienes atribuyen a la risa la función de correctivo social–, tienen ambos el mismo carácter desinteresado. Pero a la supuesta gratuidad del placer cómico opone Lipps dos razones para excluirlo del ámbito de la estética: la primera, que el goce no procede del objeto sino de la relación intelectual que se establece con el mismo; la segunda, la ausencia de comunicación sentimental. Sin embargo, continúa, ello no impide que lo cómico sea un posible medio para la obtención de placer estético si la negación que supone la comicidad sirve para realizar por contraste lo positivo o sublime de un valor negado, en este caso se habla de humorismo.

## Humorismo y comicidad en las teorías del humor
Desde los inicios de la filosofía occidental y hasta el siglo XX, los filósofos trataron de explicarse la naturaleza del humor. Podemos distinguir tres teorías fundamentales: la teoría de la descarga, la teoría de la superioridad, y la teoría de la incongruencia.

### Teoría de la descarga
Para Freud las expresiones de humorismo, comicidad y chiste son fuentes de placer porque ahorran al hombre un gasto de energía psíquica.
Los distingue por el tipo de gasto psíquico ahorrado: «El placer del chiste surge de un gasto de inhibición ahorrado; el de la comicidad, de un gasto de representación (ideación) ahorrado y el de humorismo, de un gasto de sentimiento ahorrado. En estas tres modalidades de trabajo de nuestro aparato psíquico, el placer proviene de un ahorro; las tres coinciden en recuperar, desde la actividad anímica, un placer que, en verdad, solo se ha perdido por el propio desarrollo de esa actividad».
En Aristóteles, el alma se caracteriza por tener pasiones que luchan por liberarse, y tanto el humorismo como la comicidad –tragedia y comedia– tienen por misión purificar el alma por medio de la catarsis. Es decir, filtrando la realidad por el humor, representándola, eliminaríamos ciertas tensiones negativas, llegando a un equilibrio emocional.

### Teoría de la superioridad
Creada desde Platón y mantenida hasta el siglo XVIII, sostiene que toda experiencia humorística surge como manifestación del sentimiento de superioridad del hombre hacia el hombre.
Los filósofos de la Antigüedad, desde la Academia Platónica, encontraban la risa inmoral y arrogante porque «al descubrir un vicio o una desgracia en el otro y reírnos por ello con menosprecio burlón, solo provocaremos una reacción violenta». Para Aristóteles, la comicidad es la manifestación de un sujeto que arroga superioridad: «El que ríe de otro afirma más o menos orgullosamente su yo». En el siglo XVII, Hobbes lo contempla desde la perspectiva «reírse de los errores, vicios o defectos de los otros es un signo de pusilanimidad pues las labores de las grandes mentes, de los esclarecidos, es ayudar y liberar a los otros del desdén».
El principal exponente de esta teoría, Henri Bergson, presupone un elemento psicológico de agresividad. La comicidad sería una fórmula civilizada de liberar un cúmulo de emociones e impulsos que reprime la vida en sociedad, como el miedo o el sadismo, se trata de un cauce para ejercer una represalia contra quienes consideramos inferiores a nosotros. «La comicidad expresa cierta imperfección individual o colectiva que exige una corrección inmediata». Para Bergson, la risa es una especie de correctivo. «En la risa observamos siempre una intención no declarada de humillar». Nos sentimos superiores a las personas de las que nos reímos, porque piensan de forma diferente y toman en serio cosas que nosotros no consideramos. De esta idea parten todas las teorías del humor basadas en el concepto de superioridad. Ridiculizaríamos a los demás con tres objetivos: correctivo social, azote u hostigamiento y censura. Como expresa Charles Baudelaire en su ensayo Lo cómico y la caricatura, «... El Ser que quiso multiplicar su imagen no ha puesto en la boca del hombre los dientes del león, pero el hombre muerde con la risa; ni en sus ojos la astucia fascinadora de la serpiente, pero seduce con las lágrimas».

### Teoría de la incongruencia

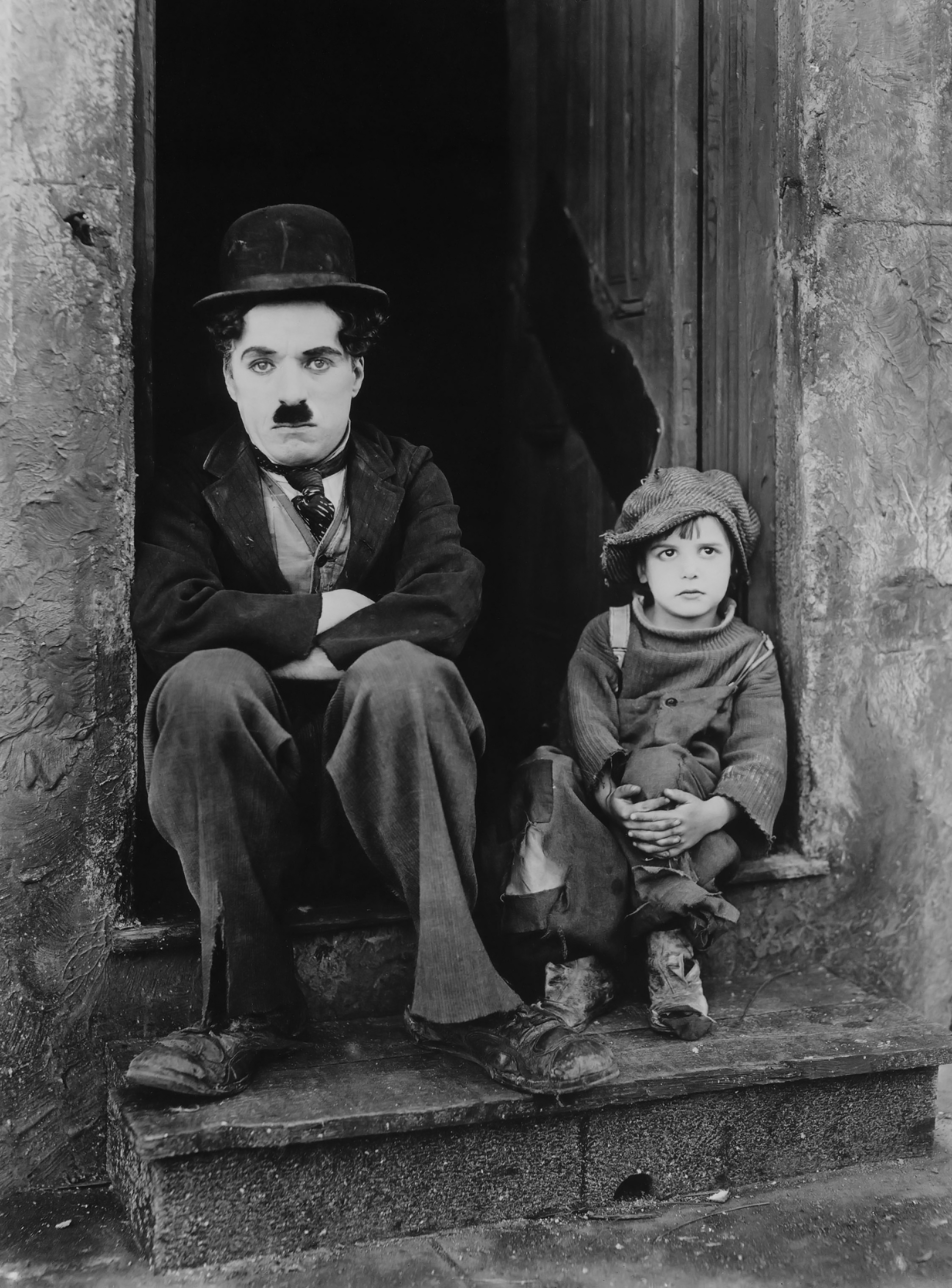
Charles Chaplin en The kid (1921).

No todos los estudiosos de lo cómico dan a la risa la función de catarsis o de correctivo social. La risa puede provenir de la convergencia inusual, inconsistente o incompatible de ideas, situaciones, conductas o actitudes. Una situación en la que la comprensión de una relación visible secuencial es esperada, y en cambio, ocurre algo inesperado. Este tipo de teoría fue desarrollada principalmente por Schopenhauer: «La causa de lo risible está siempre en la subsunción o inclusión paradójica, y por tanto inesperada, de una cosa en un concepto que no le corresponde, y la risa indica que de repente se advierte la incongruencia entre dicho concepto y la cosa pensada, es decir, entre la abstracción y la intuición. Cuanto mayor sea esa incompatibilidad y más inesperada en la concepción de que ríe, tanto más intensa será la risa». También para Schaeffer, «la risa o el placer asociado a la risa es el resultado de la percepción de una incongruencia en un contexto lúdico, esto es, un contexto basado en la ausencia de racionalidad». Kant desarrolló una teoría del humor en la Crítica del juicio (§ 54) que se ha interpretado como una teoría de la incongruencia.
Así podemos concluir que, humorismo y comicidad son dos conceptos diferentes. La comicidad puede venir del deseo de reírse de algo o de alguien que consideramos inferior o de una simple necesidad de exteriorización lúdica. El humorismo se origina al calor de un escepticismo político, existencial o de cualquier otro tipo. La comicidad es un fenómeno más superficial que el humorismo, en cuanto su función principal es hacer reír, divertir o, en el peor de los casos, agraviar. La comicidad nos hace reír y nos entretiene, el humor nos hace reír y pensar. La comicidad es situacional: torpeza, ridiculez, absurdo, incongruencia y está en relación con las limitaciones de los individuos. El humor juega con las «insuficiencias de la condición humana». Encierra la crítica incluyendo también al sujeto. En su ensayo Pirandello lo define así: «En el humorismo, la reflexión no se esconde, no permanece invisible sino que se pone ante la emoción inicial como un juez, la analiza, desapasionadamente, y descompone su imagen. Sin embargo, de este análisis, de esta descomposición, emana otro sentimiento: aquel que podría denominarse el sentimiento de lo contrario».
Podemos ilustrar este concepto remitiéndonos a uno de los máximos exponentes del cine cómico junto con Buster Keaton, Max Linder o Jacques Tati, en los albores de nuestra cultura audiovisual. Cuando Chaplin construye el personaje de Charlot, un vagabundo de la urbe moderna, sin riquezas ni predisposición para conseguirlas, sus desventuras no son representadas desde el dolor –sentimiento inicial– sino desde su contrario: la hilaridad. Así se apropia de los polos de toda contradicción humorística.  A la vez que hace reír, compadece a los excluidos y condena la indiferencia de los que marginan. El humorismo es un instrumento de la inteligencia liberadora y corrosivo (incisivo, mordaz, hiriente) de la verdad. El humor crítico es cuestionador, contestatario.
El humorismo es un sentimiento antitético que puede ser, como la risa, tanto de alegría como tristeza. Gómez de la Serna incide en la concepción elevada del humorismo donde las cosas no pueden ser de otra manera; se trata de una forma que permite recoger lo inconcluso, abrir un espacio de libertad, desmontar las certezas: «Toda obra –apunta en Ismos– tiene que estar descalabrada por el humor, con sospechas de humorística; si no, está herida de muerte, de inercia, de disolución cancerosa». El humor surge también como una lucha contra lo dado, contra los convencionalismos.

## Clasificación de la comicidad
- 1. Desenlace imprevisto
1.1 Desenlace imprevisto con planteamiento latente
1.1.1 Desenlace imprevisto con planteamiento latente y concreto
1.1.2 Desenlace imprevisto con planteamiento latente e inconcreto
1.2 Desenlace imprevisto con planteamiento expreso

- 2. Desenlace previsto
2.1 Desenlace previsto con planteamiento latente
2.1.1 Desenlace previsto con planteamiento latente y concreto
2.1.2 Desenlace previsto con planteamiento latente e inconcreto
2.2 Desenlace previsto con planteamiento expreso

## Sentido del humor y salud

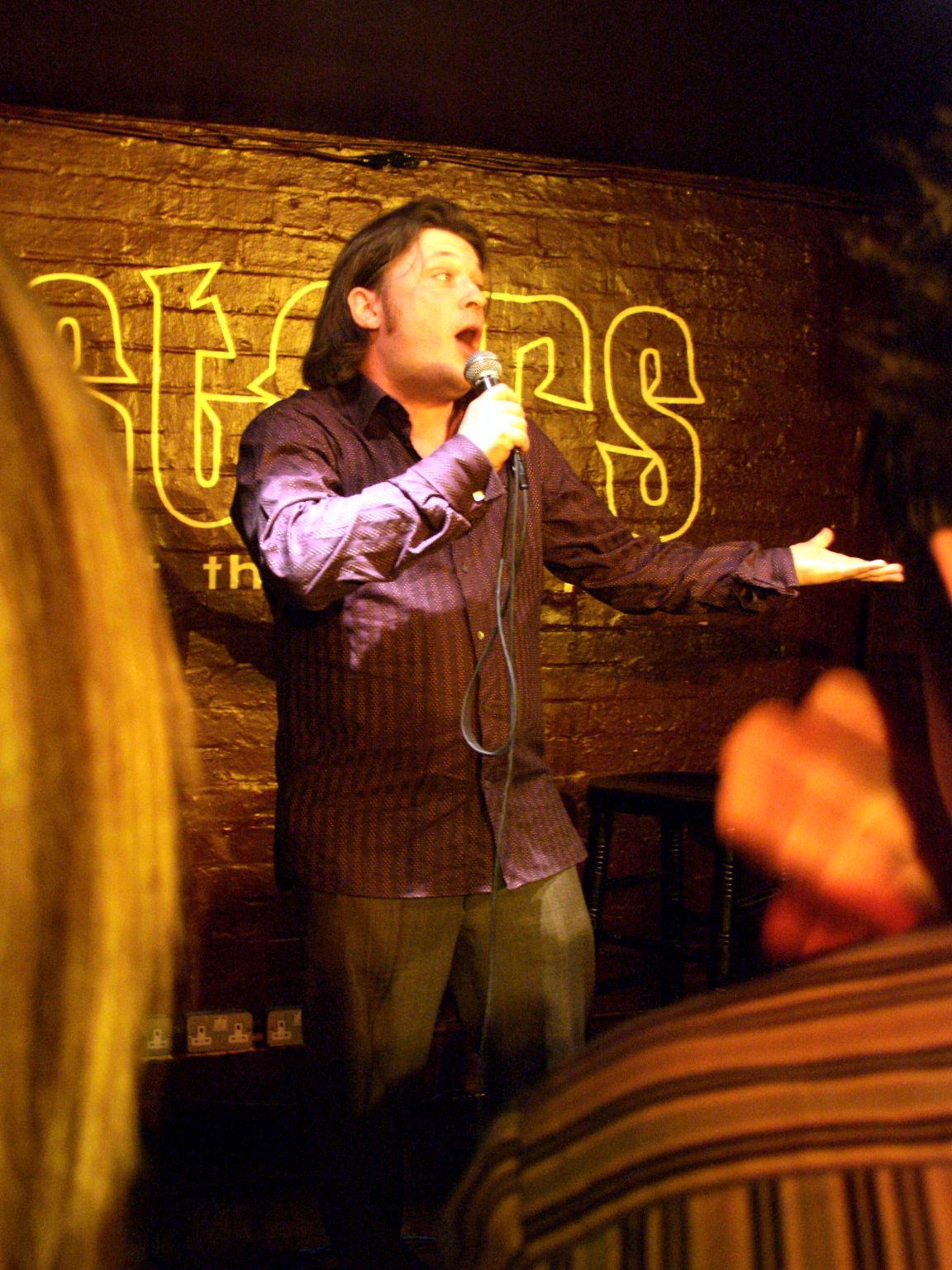
Un cómico actuando en un pub.

Está comprobado que los estados de ánimo influyen de manera muy positiva en la salud de las personas, aun en las personas que se encuentran en estados terminales.
El sentido del humor es la capacidad de estimular el sentido de gracia en uno mismo y en los demás. Hay formas de causar gracia, convirtiendo acciones que habitualmente carecen de sentido humorístico, asociándolas con acciones que alguna vez han despertado risa. Así también podemos asociar una acción con otra; esta última con un sentido poco usual o raro, incluso con acciones que a menudo no se dan porque sí. La comparación del suceso con la nueva acción, permite comparar a seres humanos con animales, o viceversa, comparar personas de una posición social alta con otras más desafortunadas, y así sucesivamente.
Cuando nos reímos, pareciera ser que todos los problemas y preocupaciones quedan detrás. Y, al menos por un instante, esto es así. Este pensamiento ha llevado a varios científicos a estudiar los efectos de esta reacción hilarante en el organismo humano, teniendo siempre como premisa que algo tan placentero podría acarrear beneficios a nivel corporal.
Se ha comprobado que los pensamientos agradables provocan un mejor ánimo y, en consecuencia, aumentan nuestras defensas.
Esto ha llevado a los autores del estudio a asegurar que esa relación prueba que la felicidad puede hacernos más saludables. En ese sentido, los especialistas creen que la felicidad vendría a ser como las golosinas para el cerebro, algo que hace que nuestra mente se sienta consentida.
La risa provoca una importante liberación de hormonas, las endorfinas conocidas merecidamente como las hormonas de la felicidad. Además, se libera serotonina, dopamina y adrenalina. La explosión de carcajadas provoca algo muy parecido al éxtasis: aporta vitalidad, energía e incrementa la actividad cerebral. Cuando nos invade la risa, muchos músculos de nuestro cuerpo que permanecían inactivos se ponen en funcionamiento. Es un estímulo eficaz contra el estrés, la depresión y, evidentemente, la tristeza.